# ぬるぬる坊主
ぬるぬる坊主（ぬるぬるぼうず）は、水木しげるの著書にある日本の妖怪。海坊主の一種で、鳥取県に現れたとされる。

## 伝承とされる物語
ある男が所用で米子近くの海岸を歩いていたところ、沖合いに不思議な形をした怪物の姿があった。何だろうと思って見ていると、怪物は陸に上がってきた。それは杭のような形をした怪物で、胴回りは2尺（約60センチメートル）ほどで、頭部とおぼしき箇所に一つの目のようなものがついており、男にもたれかかってきた。
力自慢の男はこの怪物に組み付いて押し倒そうとしたが、全身がぬるぬるとしており、触れても掴みどころがないために思い通りにはいかず、精根が尽き果てそうだった。しかし怪物の方も次第に疲れてきたようで、男は最後の一押しで怪物を倒し、自宅まで引きずり、木にくくりつけて置いた。
翌朝、周囲の住人たちはこの怪物を見て驚いたが、誰1人としてこの怪物のことを知らなかった。ただ1人、90歳を過ぎる老人が言うには、これは海坊主の一種の「ぬるぬる坊主」というものであり、体が痒いので全身の油を相手に擦り付けようとしたのだろう、とのことだった。

## 検証
以上の伝承は郷土研究家・荻原直正の著書『因伯伝説集』で引用されている江戸時代の怪談集『因幡怪談集』にある「海坊主」が元となっているが、原典には「ぬるぬる坊主」の名は見られず、終わりの箇所の老人が妖怪の名を言う台詞も「これは海坊主というものであろう」とあるのみで、「ぬるぬる坊主」の名は挙げられていない。妖怪研究家・村上健司は、水木しげるが『因幡怪談集』の海坊主に対してぬるぬる坊主の名を与えたものと推測している。